# ⱺ
Der Buchstabe ⱺ ist ein Buchstabe des lateinischen Schriftsystems, gebildet aus einem kleingeschrieben o mit einem zusätzlichen kleinen Ring an der inneren Unterseite. Er findet Verwendung im schwedischen Dialektalphabet, wo er für einen mittleren gerundeten Hinterzungenvokal [⁠o̞] steht.

## Darstellung auf dem Computer
Unicode enthält das Zeichen am Codepunkt U+2C7A.